# دهستان جاجرود
دهستان جاجرود یکی دهستان‌های بخش جاجرود شهرستان پردیس در استان تهران است.این دهستان در تاریخ ۹ دی ۱۳۹۱ تشکیل شد.
این دهستان شامل هفت آبادی است؛ که عبارتند از: خسروآباد، کمرد، باغک، منوچهرآباد، نصرت‌آباد، شمس‌آباد و عباس‌آباد کاظم پورامری.
مرکز این دهستان، شهر خسروآباد است.